# Weapon
Weapon was een Bengaals-Canadese death metalband uit Bangladesh/Canada, geformeerd door frontman Vetis Monarch begin 2003 in Calgary, Alberta.

## Bezetting
Eindbezetting
- Vetis Monarch (gitaar, zang, basgitaar, 2003–2013)
- The Disciple (drums, 2008–2013)
- Kha Tumos (basgitaar, 2009–2013)
- Rom Surtr (gitaar, 2011–2013)

Voormalige leden
- Nohttzver (drums, 2004–05)
- Kapalyq (basgitaar, 2005)
- Menschenfiend (gitaar, 2007–08)
- Arcan of Death (drums, 2007–08)

- Agni Nethra (basgitaar, 2008)
- Sabazios Diabolus (basgitaar, 2008–09)
- Vileblood Dahcnial (gitaar, 2009)
- Apostle VIII (gitaar, 2009–11)

## Geschiedenis
Na de formatie van de band verhuisde Vetis tijdelijk naar zijn geboorteplaats Dhaka, Bangladesh, waar de demotape Within the Flesh of the Satanist en de ep Violated Hejab werden opgenomen. In 2005 verhuisde Vetis terug naar Canada, maar verplaatste Weapon naar Edmonton. De band verwierf zowel lokaal als internationaal bekendheid met geweldsincidenten. Weapon tekende in 2011 bij Relapse Records en bracht in 2012 hun labeldebuut Embers and Revelations uit. Vervolgens toerde Weapon vanaf mei 2012 met Marduk door Noord-Amerika.
In oktober 2012 kwamen Weapon en een oudere Britse band met dezelfde naam tot een juridische overeenkomst dat de laatste band 'UK' aan hun bandnaam zou toevoegen. Weapon vermeldt op hun officiële Facebook-pagina dat ze de Amerikaanse, Canadese en Britse handelsmerken op de naam bezitten, waardoor de Britse band hun naam moet veranderen. Volgens frontman Vetis Monarch werkte Weapons advocaat Eric Greif hun platencontract met Relapse Records uit en regelde het juridische geschil over de bandnaam. De band kondigde op 28 juni 2013 aan dat ze uit elkaar waren gegaan. Sinds die aankondiging heeft Vetis Monarch gezegd dat hij zich heeft ondergedompeld in de zakenwereld en van mening was dat verdere Weapon-albums alleen 'een nummer van black/death metal zouden zijn', wat volgens hem stagnatie zou zijn.

## Discografie
- 2004: Within the Flesh of the Satanist (demo)
- 2005: Violated Hejab (ep)
- 2008: Para Bhakti... Salvation (ep)
- 2009: Drakonian Paradigm (lp)
- 2010: From the Devil's Tomb (lp)
- 2012: Embers and Revelations (lp)
- 2013: Naga: Daemonum Praeteritum (compilatie)